# Französische Wasserballnationalmannschaft der Männer
Die französische Wasserballnationalmannschaft der Männer ist die Nationalmannschaft der französischen Männer in der Sportart Wasserball (französisch: water-polo). Sie vertritt Frankreich bei internationalen Wettbewerben wie Olympischen Spielen, Weltmeisterschaften oder Europameisterschaften. Die organisatorische Verantwortung liegt beim französischen Schwimmverband (Fédération française de natation, FIN).
Die französische Nationalmannschaft der Männer gehörte bis zum Zweiten Weltkrieg zu den führenden Nationalmannschaften. Sie gewann eine Goldmedaille und zwei Bronzemedaillen bei Olympischen Spielen. Bei Europameisterschaften erkämpfte die Mannschaft eine Silbermedaille.

## Erfolge

### Olympische Spiele

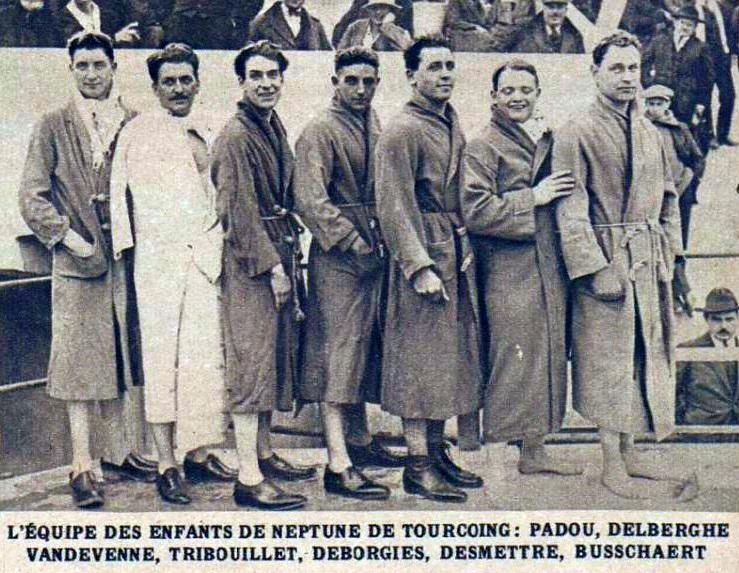
Vier der sieben Olympiasieger von 1924: Padou (ganz links), Delberghe (2. von links), Deborgies (3. von rechts) und Desmettre (2. von rechts)

Die französische Mannschaft konnte sich in der Vergangenheit nicht für alle olympischen Wasserballturnieren qualifizieren, der größte Erfolg war der Olympiasieg 1924 in Paris.
- 1900: Bronzemedaille[2]
- 1912: 6. Platz
- 1920: 9. Platz
- 1924: Olympiasieger
- 1928: Bronzemedaille
- 1936: 4. Platz
- 1948: 6. Platz
- 1960: 10. Platz
- 1988: 10. Platz
- 1992: 11. Platz
- 2016: 11. Platz
- 2024: 10. Platz

### Weltmeisterschaften
Die französische Nationalmannschaft konnte sich nur sporadisch für die Teilnahme an Weltmeisterschaften qualifizieren. 2024 bezwang die Nationalmannschaft im Viertelfinale den amtierenden Weltmeister aus Ungarn, wobei Thomas Vernoux fünf der elf französischen Tore erzielte.
- 1982: 13. Platz
- 1986: 8. Platz
- 1991: 12. Platz
- 2017: 14. Platz
- 2023: 6. Platz
- 2024: 4. Platz

### Europameisterschaften
- 1926: keine Teilnahme[5]
- 1927: Silbermedaille
- 1931: 6. Platz
- 1934: 6. Platz
- 1938: 6. Platz
- 1947: 7. Platz
- 1950: 6. Platz
- 1954: 9. Platz
- 1958: 8. Platz
- 1962: keine Teilnahme
- 1966: 13. Platz
- 1970: 11. Platz
- 1974 bis 1987: nicht qualifiziert
- 1989: 12. Platz
- 1991: 11. Platz
- 1993 bis 1999: nicht qualifiziert
- 2001: 12. Platz
- 2003 bis 2012 nicht qualifiziert
- 2014: 10. Platz
- 2016: 9. Platz
- 2018: 12. Platz
- 2020: 13. Platz
- 2022: 6. Platz
- 2024: 9. Platz

### Mittelmeerspiele
Die französische Mannschaft nahm sporadisch an den Mittelmeerspielen teil.
- 1955: Silbermedaille
- 1963: Bronzemedaille
- 1983: 4. Platz
- 1991: 4. Platz
- 1993: 5. Platz
- 2001: Bronzemedaille
- 2005: 6. Platz
- 2013: 5. Platz
- 2018: 6. Platz
- 2022: 7. Platz

## ISHOF
Bislang wurde ein französischer Wasserballspieler in die International Swimming Hall of Fame (ISHOF) aufgenommen:
- Henri Padou senior (1898–1981), Aufnahme 1970